# Diablo II: Lord of Destruction
Diablo II: Lord of Destruction (de obicei abreviat LoD) este un expansion pack al jocului video RPG hack and slash Diablo II. Spre deosebire de pachetul de extindere original al Diablo, Diablo: Hellfire, este primul pachet de expansiune dezvoltat de către Blizzard North. Jocul a avut premiera la 27 iunie 2001 în America de Nord.
În expansiune, stabilită după evenimentele din Diablo II, jucătorii caută să-l distrugă pe fratele lui Diablo, Baal. 
Expansiunea include un act nou, articole noi și două clase de personaje noi:
- Druizii sunt descendenți ai barbarilor și au ieșit din ascunzătoare pentru a se pregăti pentru bătălia finală dintre omenire și cei Răi.
- Asasinii au supravegheat clanurile de magi de secole. Acum, la vestea că Lordul Terorii și cel al Distrugerii (Diablo și Baal) sunt liberi din nou, Asasinii își dezlănțuie furia asupra Iadului însuși.

Barbarii pot fi angajați și în noul act. Unitățile invocate de personajelor din expansiune sunt numite „slujitori”. Aceștia pot fi reînviați în Lord of Destruction și pot fi echipați cu armură și arme.